# Olivenzweig-Maler
Als Olivenzweig-Maler wird ein minoischer Vasenmaler bezeichnet. 
Die Bezeichnung ist ein sogenannter Notname, da der echte Name des Kunsthandwerkers nicht überliefert ist. Oliven- und Krokusmotive sind kennzeichnend für die Werke des Malers, sie lassen Verbindungen zur Freskokunst der Zeit erkennen. Die Arbeiten aus spätminoischer Zeit (SM I B) werden etwa zwischen 1550 und 1450 v. Chr. datiert.